# 李敷明
李 敷明（朝鮮語: 이부명）は、中国唐の学者であり、朝鮮氏族の平山李氏の始祖である。
中国唐の薛仁貴が新羅に派遣した8人の弟子の1人である。黄海道平山郡で学問を教え、四門博士と称された。